# ヤクルト戸田球場
ヤクルト戸田球場（ヤクルトとだきゅうじょう）は、埼玉県戸田市のヤクルト本社戸田総合グラウンド内にある野球場。プロ野球・東京ヤクルトスワローズが二軍（イースタン・リーグ所属）の本拠地として使用しており、同球団の運営会社であるヤクルト球団が運営管理している。荒川の左岸側河川敷の国有地内に位置しており、国から河川法に基づく占用許可を受けている。
なお、戸田市内には埼京線北戸田駅近くに戸田市北部公園野球場（市営球場）があるが、そちらは硬式野球では使用できず、イースタン・リーグ公式戦は開催されない。

## 歴史・特徴
ヤクルトは1968年から1976年の間、神奈川県横須賀市にある武山グラウンドを練習場及び二軍本拠地としていたが、所有者の京浜急行電鉄に返還され、それに代わる練習場として、埼玉県戸田市内でヤクルト本社が社員の福利厚生用に借用している荒川河川敷の敷地を使用することとなり、1976年9月2日に新設された。
この球場の特徴は内野が人工芝、外野が天然芝というユニークなグラウンド形態である。内野のバックネットから三塁側部分にあるスタンドは約100人分のベンチがあるのみ。それ以外はフィールド周辺での立見か、三塁側場外にある土手を利用しての観戦となる。なお、一塁側場外はヤクルト陸上競技部のトラック・ヤクルトラグビー部の練習場と練習用サブグラウンドがあるため、通常は立ち入りできない。また、この球場の西側は戸田市が所有する運動広場「彩湖・道満グリーンパーク」（戸田市公園緑地公社が指定管理者として管理）に隣接している。南側にはヤクルト本社戸田総合グラウンドがあり、ヤクルト本社の福利厚生用として使われている。近隣にはスワローズ戸田寮があり、スワローズの若手選手が起居している。
荒川第一調節池内にあるため、荒川流域での台風、集中豪雨等で増水した場合、球場全体が水没することもある。水が引いた後でもグラウンドコンディションの回復を待つため、数日にわたって使用できなくなることがあり、この場合はビジター球団の本拠地でヤクルトの主催試合を開催することがある。

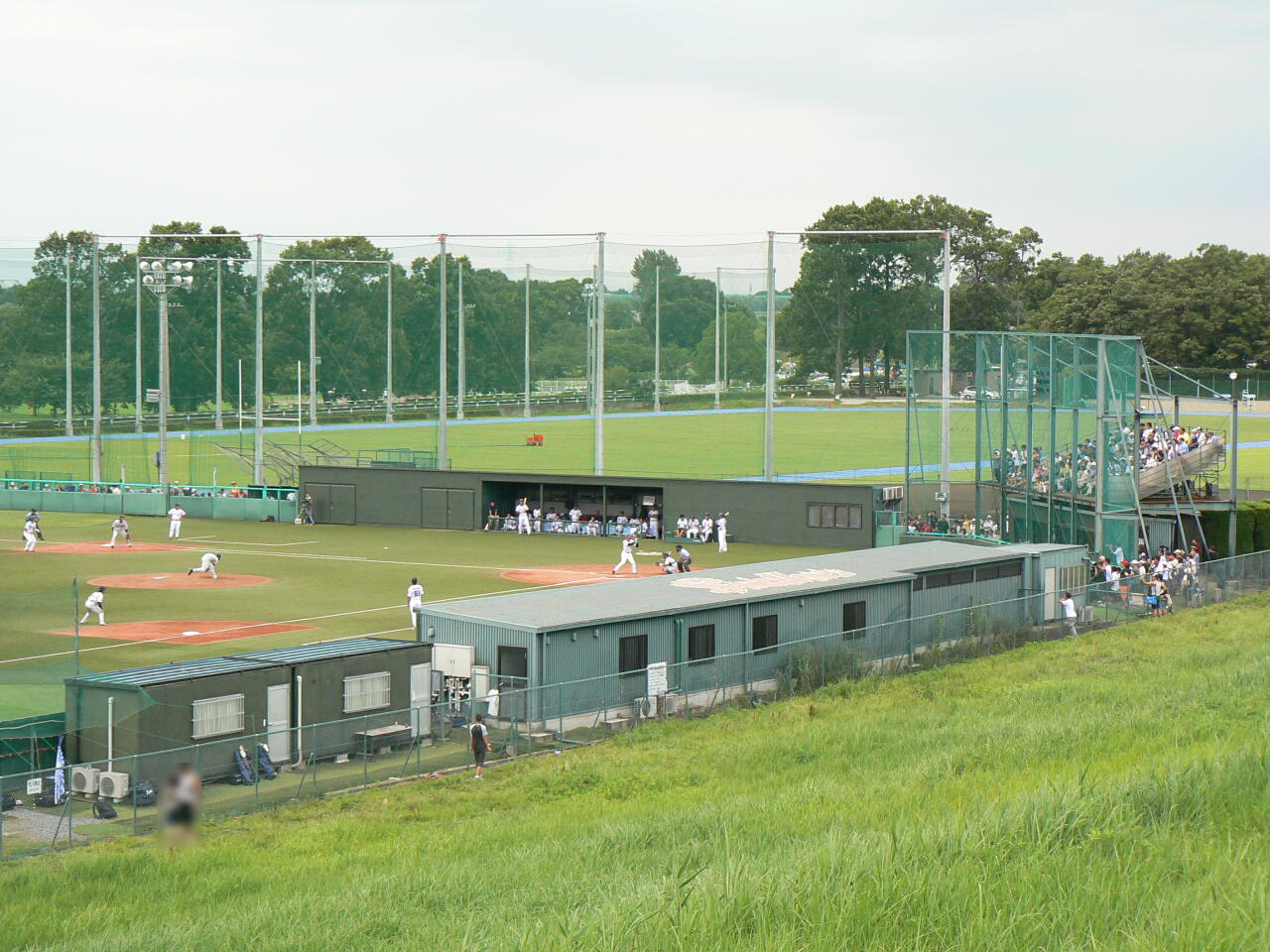
三塁側場外土手から内野を見る

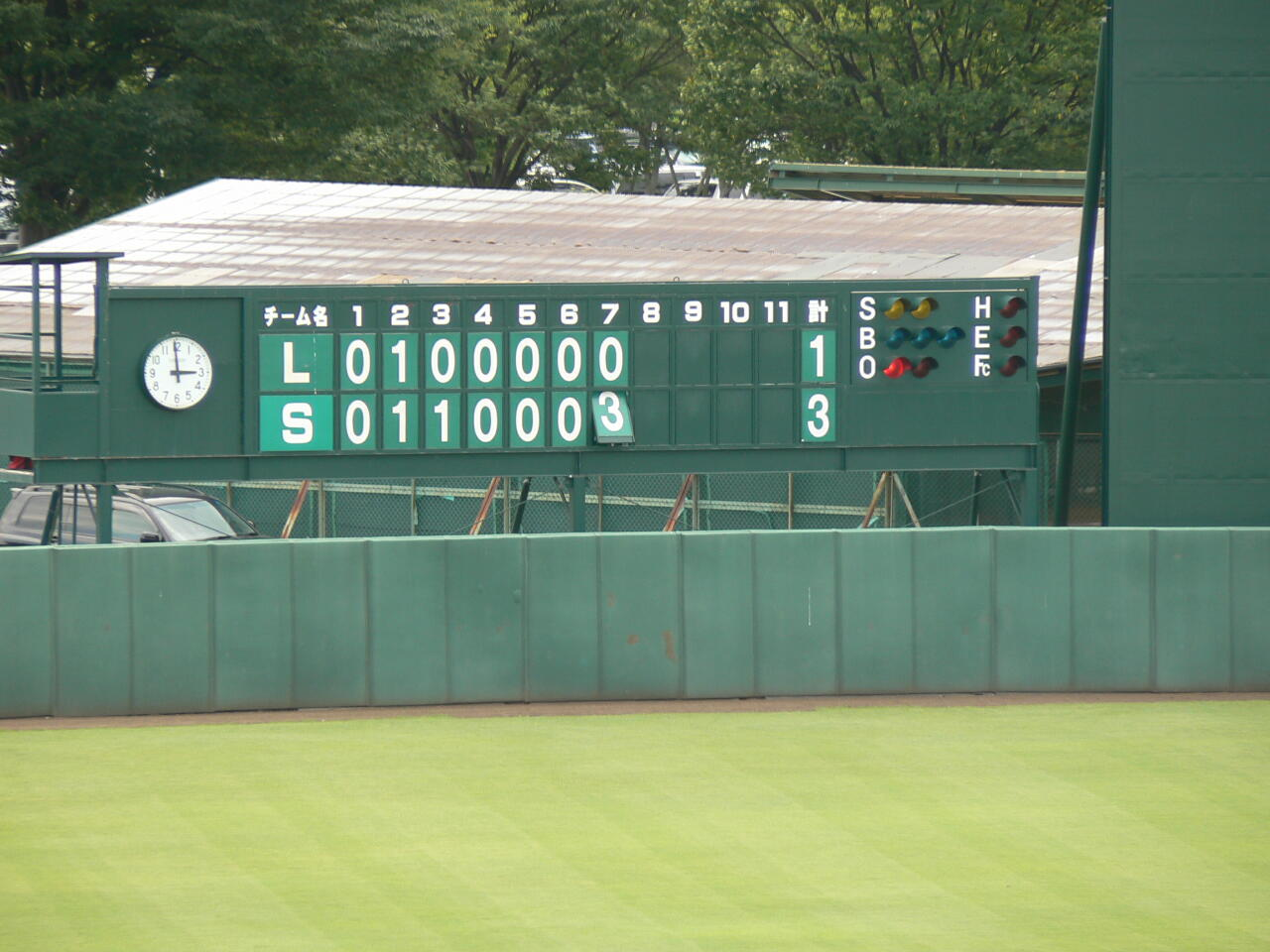
改修前のスコアボード

なお、施設の老朽化に加え、隣接する選手寮などが手狭になってきており、現在地での施設拡張も難しいことから、球団では二軍本拠地の移転を検討し、2022年4月には茨城県守谷市と協議に入ったことを明らかにしており、2027年には同地に移転することが決まっている。

## 施設概要
- 両翼：100m
- 中堅：122m
- 内野：人工芝（2015年に明治神宮野球場と同じ住友ゴム工業製「ハイブリッドターフExciting」に張替え）
- 外野：天然芝
- 照明設備：なし
- スコアボード：LED電光掲示板（10回まで。合計得点・安打・失策、メンバー表示可能）右中間側に2017年3月設置[4][5]。
  - 2016年までは左中間側に設置されていたが、得点掲示（11回まで）とボールカウントのみだった[6]。
  - 令和元年東日本台風（台風19号）の影響により故障していたが、2020年のオープン戦では一部復旧し、使用されている[7]。
- 収容人員：約100人（ネット裏2階の常設スタンド）
  - ネット裏にベンチが置かれているのみ。2013年に可動式の屋根が設置された。また2014年からは一・三塁側ブルペン側にも「ブルペン脇スタンド」が設置された[8]。当時は平日の有料試合となるものはバックネット裏と一塁側のみを開放（全席自由席）、土曜・日曜・祝日は三塁側も開放していた（全席指定席。なお一塁側・バックネット側についてはそれぞれイベント参加権利の特典付き）。
  - 2015年から全試合が有料となり、イースタン・リーグのシーズン中はバックネット裏2階席の他に、バックネット裏一塁側・三塁側、一塁側ブルペン横にベンチ形式の座席が設置されており、平日は一塁側ブルペン横が無料で開放される。定期的にイベントも開催されている。
  - 2020年には外野席が設置された[9]。
  - 三塁側場外の土手から観戦することも可能。
  - 太鼓・トランペットを使用しての応援は土手からであれば可能。

## 交通
- 東京外環自動車道・戸田西インターチェンジから車で約5分（和光・関越道・東京方面）
- 同道・戸田東インターチェンジから車で7分（東北道・常磐道・千葉方面）
- 東日本旅客鉄道（JR東日本）武蔵浦和駅から国際興業バス「下笹目」行で「美谷本小学校入口」もしくは「彩湖・道満グリーンパーク入口」で下車後徒歩約10分
- JR東日本北戸田駅から徒歩約30分